# Hydrocharis morsus-ranae
Hydrocharis morsus-ranae là một loài thực vật có hoa trong họ Hydrocharitaceae. Loài này được L. mô tả khoa học đầu tiên năm 1753.